# Test management approach
TMap (Test management approach) це підхід до тестування програмного забезпечення, що комбінує рекомендації щодо того як тестувати та чим керувати, в тому числі і техніки індивідуального консультування щодо тестових процесів. В моделі структуровані всі виникаючі аспекти, середовища та процедури.
Таким чином, TMap більш вузько спеціалізований, ніж технологічні моделі, такі як ITIL або V-модель, які розглядають весь процес розробки програмного забезпечення. TMap є зареєстрованою торговою маркою Sogeti Nederland B.V. і є стандартним у багатьох організаціях у всьому світі. Цей підхід можна порівняти з TPI® (поліпшення тестового процесу). Хоча TMAP виключно структурує тести, в той час як TPI® хоче оптимізувати весь процес тестування. TMAP базується на практичному досвіді і, таким чином, не є теоретичним, а прагматичним методом.

## Вступ

### Історія
Метод був створений і описаний Мартіном Полом, Рудом Тенісоном та Еріком фон Фенедалем в 1995 році. В кінці 2006 була опублікована нова версія TMap Next описана новими авторами (Тім Конен, Мішель Фрон, Лео фон дер Фльст та Барт Брьокмен). Нова версія більше фокусується на тест процесі і робить наголос на бізнес цілях.
TMap створено голландським офісом Sogeti що входить до корпорації Capgemini.

## Основи TMap
TMap Next ділиться на 4 блоки: управління тестуванням, інструментарій, структура та гнучкість.

### Кероване бізнесом управління тестуванням (BDTM - business-driven test management)
Тест менеджер може керувати процесом в 4 аспектах: час, кошти, ризики та результати.

### Інструментарій
TMap виділяє техніки для провадження методу.

### Структура
TMap Next має фази, які необхідно виконати для кожного тесту:
- Планування;
- Підготовка;
- Специфікація;
- Виконання;
- Оцінка та завершення

ще можуть виділятись дві додаткові фази:
- Інфраструктура;
- Управління

### Гнучкість
TMAP дозволяє адаптуватися до навколишнього середовища, включаючи Agile і Скрам.
TMAP базується на досвіді різних проектів
враховує поточні тенденції
орієнтований на тестовий процес
оптимізує охоплення ризиків та глибину тестування
максимізує залучення ділових партнерів

## Поведінко орієнтоване управління тестуванням (Behavior Driven Test Management - BDTM)
Вибір тест кейсів ґрунтується на наступних міркуваннях: які ризики існують, яким має бути результат, скільки часу виділено на тестування, і скільки то буде коштувати? На основі цих міркувань, які приймаються в консультації з клієнтом, TMap підтримує бізнес-процес і близький до клієнта.
Особливості підходу BDTM:
Загальні зусилля для тестування стосуються ризиків системи, яка перевіряється для організації. Використання людей, ресурсів та бюджету зосереджується на тих частинах системи, які є найбільш важливими для організації. TMAP пропонує можливість визначити, скільки ризиків охоплено вибраним тестом, і таким чином оцінити залишковий ризик.
Орієнтовні зусилля та планування процесу тестування тісно пов'язані з встановленою стратегією тестування. Це полегшує внесення змін, оскільки існує план щодо часу, бюджету та ресурсів.
Замовник бере участь у процедурі тестування, щоб краще вирішувати його побажання. Підхід BDTM також може зробити видимими наслідки майбутніх і минулих рішень.

## Структурований процес тестування
Процес структурованого тестування підрозділяється на:
Майстер тест план та управління всім процесом тестування
Прийомочні та системні тести
Тести розробників

### Майстер тест план та Планування
На цьому етапі здійснюється ризик-менеджмент продукту та розробляється стратегія тестування, бюджет та план тестування. Вибрані продукти для доставки, тестова інфраструктура та організація тестування. 
Так званий генеральний план створюється спільно з замовником. Тест менеджер, у координації з замовником та іншими зацікавленими сторонами, визначають, що тестується, на якому рівні і з якою інтенсивністю. Мета полягає в тому, щоб виявити найбільш важливі помилки якнайшвидше та максимально економічно. Майстер тест план є основою для планування окремих етапів тестування.
В Майстер тест плані визначені важелі керування процесами тестування.
На цьому етапі відбувається:
- Складання договору
- Розуміння роботи
- Визначення ризиків
- Встановлення тестову стратегію
- Оцінка витрат
- Планування
- Визначення результатів (продуктів) тестування
- Визначення пріоритетів
- Визначення інфраструктури
- Організаційні роботи
- Визначення ризиків тестового процесу та контрзаходів
- Зворотній зв'язок та консолідація плану

### Прийомне та системне планування
Прийомне та системне планування розглядаються як окремі автономні процеси.
Вони мають власний план тестування, власний бюджет і часто власне тестування.

### Тести розробників
Тестування розробників - це тести, які вимагають знання технічної реалізації системи. Тестування розробників не вважається автономним процесом від TMap. Розробник проводить тести самостійно.

## Фази
Як і процес розробки системи, процес тестування складається з безлічі різних видів діяльності. Різні види діяльності представлені у фазовій моделі. 
Існують наступні етапи:
- планування
- фазний контроль
- встановлення та обслуговування інфраструктури
- підготовчий етап
- фаза специфікації
- етап реалізації
- завершальний етап

### Планування
Фаза планування закладає основу для керованого та високоякісного процесу тестування. Ось чому важливо почати цей етап якомога раніше.
На цьому етапі відбувається:
- Складання договору
- Розуміння роботи
- Детерміновано тестовий базис
- Аналіз товарних ризиків
- Створення тестової стратегії
- Оцінка витрат
- Визначення планування
- Визначення метрик
- Визначення тестових продуктів
- Визначення організації
- Визначення інфра

#### Контрольна фаза
Первинний процес випробування рідко виконується за графіком, тому виконання плану тестування повинно бути перевірено та, якщо необхідно, скореговано. Це відбувається на контрольній фазі.
На цьому етапі відбувається:
1. Управління
2. Моніторинг
3. Звітність
4. Корегування

#### Налаштування та обслуговування інфраструктури
Тут передбачена необхідна інфраструктура тестування та ресурси. Різниця між тестовими середовищами, тестовими інструментами та робочими місцями.
На цьому етапі відбувається:
1. Специфікація інфраструктури
2. Побудова інфраструктура
3. Специфікація припущення про інфраструктуру
4. Прийняття інфраструктури
5. Обслуговування інфраструктури
6. Збереження інфраструктури

#### Підготовка
Тут, в першу чергу, виконується перевірка на тестування тестової бази. Мета цієї фази - перейти до тестової бази відповідної якості.
На цьому етапі відбувається:
1. Компіляція тестової бази
2. Створення чек-лістів
3. Оцінка тестової бази
4. Створення шаблону звіту про тестування

#### Фаза специфікації
Фаза специфікації визначає необхідні тести та їх передумови (preconditions). Мета полягає в підготовці якомога ретельніший, щоб тести могли виконуватися якомога швидше, коли розробники доставляють тестовий об'єкт.
На цьому етапі відбувається:
1. Створення Test Design
2. Визначення вихідних точок
3. Специфікація Прийняття тестового об'єкта

#### Етап реалізації
Основна мета етапу реалізації - отримати розуміння якості об'єкта тестування шляхом виконання узгоджених тестів.
На цьому етапі відбувається:
1. Прийом тестовового об'єкту до роботи
2. Підготовка передумов для виконання тестів
3. Виконання тестів та повторних тестів
4. Експертиза та оцінка результатів тестування

#### Фаза завершення
TMAP пропонує багато переваг з точки зору повторюваності процесу. Мета цього етапу полягає в тому, щоб зберегти продукти етапу виконання, з тим щоб вони могли бути пізніше перероблені, можуть бути продукти, тести, тестові середовища, досвід та оцінки.
На цьому етапі відбувається:
1. Оцінка процесу тестування
2. Збереження тестового продукту

## Інструментарій
TMap підтримує правильне виконання структурованого тестового процесу з повним набором інструментів. Це зосереджено на роботі з наступними темами:
Техніка: як тестувати
Наступні методи доступні:
* Тестування навантаження
* Керування помилками
* Створення метрик
* Аналіз продуктових ризиків
* Testdesign
* Тестування продуктів
Інфраструктура: де і з чим буде випробувано
Для того, щоб бути в змозі протестувати, необхідно тестове середовище, тестові інструменти та робочі місця.
Організація: хто тестує
Структуроване тестування вимагає уваги до таких питань:
* Технічні рекомендації
* Постійна організація тестування
* Перевірте організацію в проекті
* Експерти з тестування
* Тест ролі

## Адаптивний, гнучкий процес тестування
TMAP - це підхід, який може бути використаний у всіх тестових ситуаціях та у поєднанні з усіма методами розробки системи. 
На сьогодні підходи до розвитку ІТ можуть бути надзвичайно різноманітними, ось деякі згадані програми, в яких TMAP може бути використаний.
- Клієнт-постачальник (аутсорсинг)
- Інтерактивний, інкрементальний, водоспад і гнучкі підходи
- Нове розробка, підтримка та міграція інформаційних систем
- Комбіновані процеси розробки, такі як внутрішній, багаторазовий доступ, використання стандартних пакетів, збірка придбаних модулів, все в рамках єдиної ІТ-архітектури
- Для покриття нефункціональних вимог інформаційної системи в процедурі тестування
- У ситуаціях, коли велику увагу слід приділити комунікаційним процесам та пов'язаним з ними навичкам

## Weblinks
- TMap Next – Home page (Informationen und Downloads rund um TMap)

Категорія:Тестування програмного забезпечення